# ドミニク・ティーム
- ドミニク・ティエム

ドミニク・ティーム（Dominic Thiem, ドイツ語発音: [ˈdɔmɪnɪk ˈtiːm], 1993年9月3日 - ）はオーストリア・ニーダーエスターライヒ州ウィーナー・ノイシュタット出身の元男子テニス選手。ATPランキング自己最高位はシングルス3位、ダブルス67位。これまでにATPツアーでシングルス17勝を挙げている。身長185cm、体重79kg。右利き、バックハンド・ストロークは片手打ち。

## 選手経歴

### ジュニア時代
両親がテニスコーチの家庭に生まれ、6歳でテニスを始める。14歳の時にジュニアとしてのキャリアをスタート。2010年全仏オープンジュニアで、ジュニアグランドスラム初出場を果たすが、単複ともに一回戦で敗退した。ウィンブルドンジュニアに挑戦するが、全仏オープンジュニアに続いて単複ともに1回戦で敗退。年間世界ランキングは921位。2011年は全豪オープンジュニア男子ダブルスでベスト8。全仏オープンジュニア男子シングルスで準優勝。全米オープンジュニア男子ダブルスでベスト4。年間世界ランキングは638位。

### 2012年 プロ転向
2012年にプロに転向。ITF男子サーキット3大会で優勝。年間世界ランキングは309位。

### 2013年 チャレンジャー初優勝
2013年はITF男子サーキットで25勝4敗、ATPチャレンジャーツアーで15勝7敗の成績を残し、ITF男子サーキット2大会、チャレンジャー2回の優勝を飾った。年間世界ランキングは139位。

### 2014年 ツアー初の決勝進出

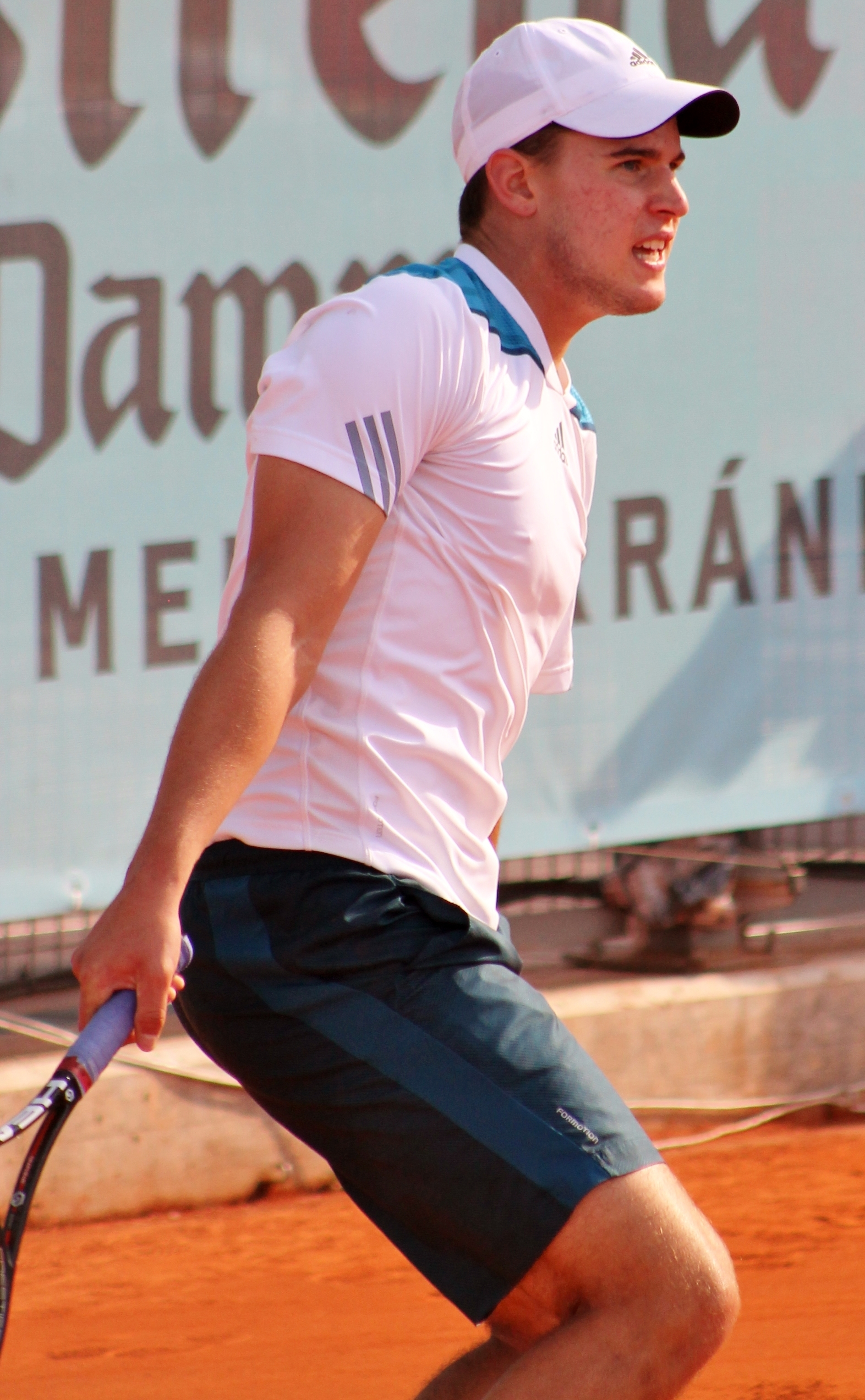
ムチュア・マドリード・オープンにて(2014年)

全豪オープンで予選を勝ち上がりグランドスラムに初出場した。
2014年マドリード・オープンでは当時世界ランキング3位のスタニスラス・ワウリンカを1-6, 6-2, 6-4で破り初めてトップ10プレイヤーに勝利し3回戦に進出。全仏オープンでは2回戦でラファエル・ナダルに挑戦し、2-6, 2-6, 3-6で敗れた。
8月の地元のオーストリア・オープンで初めてのツアー決勝に進出しダビド・ゴファンに6–4, 1–6, 3–6で敗れ準優勝となった。全米オープンでは2回戦で第11シードのエルネスツ・グルビスを4-6, 3-6, 6-4, 6-3, 6-3、3回戦で第19シードのフェリシアーノ・ロペスを6-4, 6-2, 6-3で破り大会初出場で4回戦に進出した。4回戦では第6シードのトマーシュ・ベルディヒに1-6, 2-6, 4-6で敗れた。年間世界ランキングは39位。

### 2015年 ツアー初優勝
2015年のマイアミ・オープンでは2回戦で第10シードのフェリシアーノ・ロペス、3回戦でジャック・ソック、4回戦で第28シードのアドリアン・マナリノに勝利し自身ATPマスターズ1000初のベスト8に進出した。準々決勝ではアンディ・マリーと対戦するも敗れた。
5月のニース・オープンではニック・キリオス、第3シードエルネスツ・グルビス、第2シードジョン・イズナーを破り、決勝でレオナルド・マイエルを6–7(8), 7–5, 7–6(2)で破りツアー初優勝を果たした。
さらに7月のクロアチア・オープンでは準決勝で第1シードガエル・モンフィス、決勝でジョアン・ソウザを6–4, 6–1で破りツアー2勝目を挙げる。
翌週のスイス・オープン・グシュタードでは決勝で第1シードのゴファンを7–5, 6–2で破り、ツアー3勝目を挙げた。
年間最終の世界ランキングを20位とした。

### 2016年 全仏ベスト4 ATPファイナルズ初出場 トップ10入り
2016年の2月アルゼンチン・オープンでは準決勝でBIG4の一角のナダルを6-4, 4-6, 7-6(4)で破り決勝に進出する。決勝ではニコラス・アルマグロを7-6(2), 3-6, 7-6(4)で破り優勝、ツアー4勝目をあげた。続けてリオ・オープンでは準々決勝で当時世界ランク6位のダビド・フェレールを6-3, 6-2で破り、準決勝へと進出するもギド・ペラに1-6, 4-6で敗れた。同じ月のメキシコ・オープンではグリゴール・ディミトロフを7-5, 6-2で破るなどして決勝に進出。決勝ではバーナード・トミックを7-6(6), 4-6, 6-3で下して優勝しATPワールドツアー500、そしてハードコートでの初タイトルとなった。
その後のBNPパリバ・オープンではジョー＝ウィルフリード・ツォンガに、マイアミ・オープンではノバク・ジョコビッチに、モンテカルロ・マスターズではナダルに破れそれぞれベスト16にとどまる。その後のBMWオープンではアレクサンダー・ズベレフなどを破り、決勝に進出した。決勝でフィリップ・コールシュライバーに敗れ、準優勝となった。BNLイタリア国際では3回戦でロジャー・フェデラーに7-6(2), 6-4で勝利しベスト8に進出したが、準々決勝では錦織圭に3-6, 5-7で敗れた。翌週のニース・オープンでは決勝でA・ズベレフを6-4, 3-6, 6-0で破り、2連覇、シーズン3勝目を挙げた。翌週の全仏オープンでは、初進出の準々決勝でゴファンを4-6, 7-6(7), 6-4, 6-1で破りベスト4進出。全仏オープンでのオーストリア人によるベスト4はトーマス・ムスター、ユルゲン・メルツァーに次ぐ3人目である。準決勝ではジョコビッチに2-6, 1-6, 4-6で敗れた。翌週の世界ランキングを7位とし、初のトップ10入りを果たす。
芝シーズンに入ると初戦のメルセデス・カップでは準決勝で再びフェデラーを3-6, 7-6(7), 6-4で破り、芝コートでは初めて決勝に進出した。決勝でコールシュライバーに6-7(2), 6-4, 6-4で勝利し、芝コート初優勝を果たす。ゲリー・ウェバー・オープンでは準決勝でフロリアン・マイヤーに敗れた。ウィンブルドン選手権では2回戦でイジー・ベセリーに6-7(4), 6-7(5), 6-7(6)で敗れた。

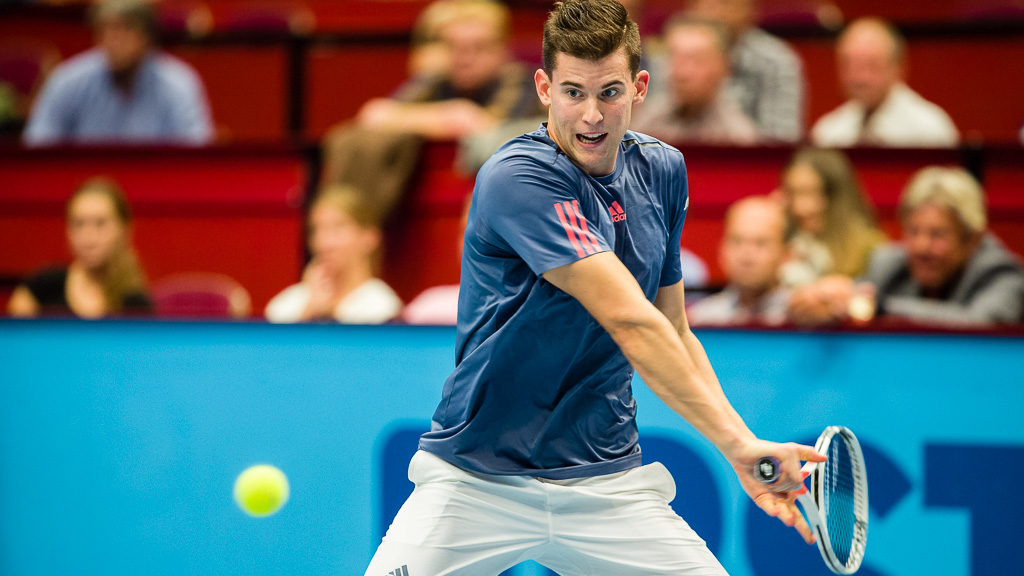
2016年エルステ・バンク・オープンでのドミニク・ティーム

7月の地元でのオーストリア・オープンではシングルスは1回戦でティームと同じオーストリアの元世界ランク8位の先輩でもあるユルゲン・メルツァーに敗れた。しかし、デニス・ノバクと組んだダブルスでは初めて決勝に進出。決勝ではコールホフ/ミドルコープ組に敗れた。ロジャーズ・カップは初戦で途中棄権した。リオデジャネイロ・オリンピックは欠場。ウエスタン・アンド・サザン・オープンではベスト8に進出。準々決勝でミロシュ・ラオニッチに敗れた。全米オープンは4回戦で途中棄権した。
その後は4大会で早期敗退、上海マスターズ欠場でレースランキングは9位に下がるも、ナダルの欠場で繰り上がり自身初のATPワールドツアー・ファイナルズ出場を決めた。ATPワールドツアー・ファイナルズではラウンドロビン初戦でジョコビッチに7-6(10), 0-6, 2-6で敗北した。2戦目はガエル・モンフィスに6-3, 1-6, 6-4で勝利をあげる。準決勝進出をかけ、ラオニッチと対戦したが6-7(5), 3-6で敗れ、1勝2敗の3位に終わり敗退となった。年間最終ランキングは8位。

### 2017年 マスターズ準優勝 世界4位
全豪オープンでは初めて4回戦に進出するが、ダビド・ゴファンに敗れた。2月のリオ・オープンでは決勝でパブロ・カレーニョ・ブスタに7-5, 6-4で勝利し、ツアー8勝目を挙げた。3月のBNPパリバ・オープンでは準々決勝でスタン・ワウリンカに4-6, 6-4, 6-7(2)で敗れた。
欧州クレーコートシーズンではバルセロナ・オープンでは世界ランキング1位のアンディ・マリーを6-2, 3-6, 6-4で破り、2017年のATPワールドツアー500大会2回目の決勝に進出した。そしてマドリード・オープンでは準決勝でパブロ・クエバスを破り、ATPマスターズ1000自身初の決勝進出を果たしたものの、いずれもラファエル・ナダルの前に屈した。しかしBNLイタリア国際では準々決勝でナダルを6-4, 6-3で下した。なお、ティームは2017年クレーシーズンで唯一ナダルから勝利した選手となったが、準決勝で第2シード、世界ランキング2位のノバク・ジョコビッチに1-6, 0-6で敗れた。全仏オープンでは準々決勝でこれまで5戦全敗の前年覇者ジョコビッチに7-6(5), 6-3, 6-0で初めて勝利しリベンジに成功、2年連続の全仏ベスト4。これによりティームは2017年のクレーコートシーズンにおいて、欠場中のロジャー・フェデラーを除くBIG4全員に勝利した事となった。しかし準決勝でナダルに3-6, 4-6, 0-6で再び敗れた。

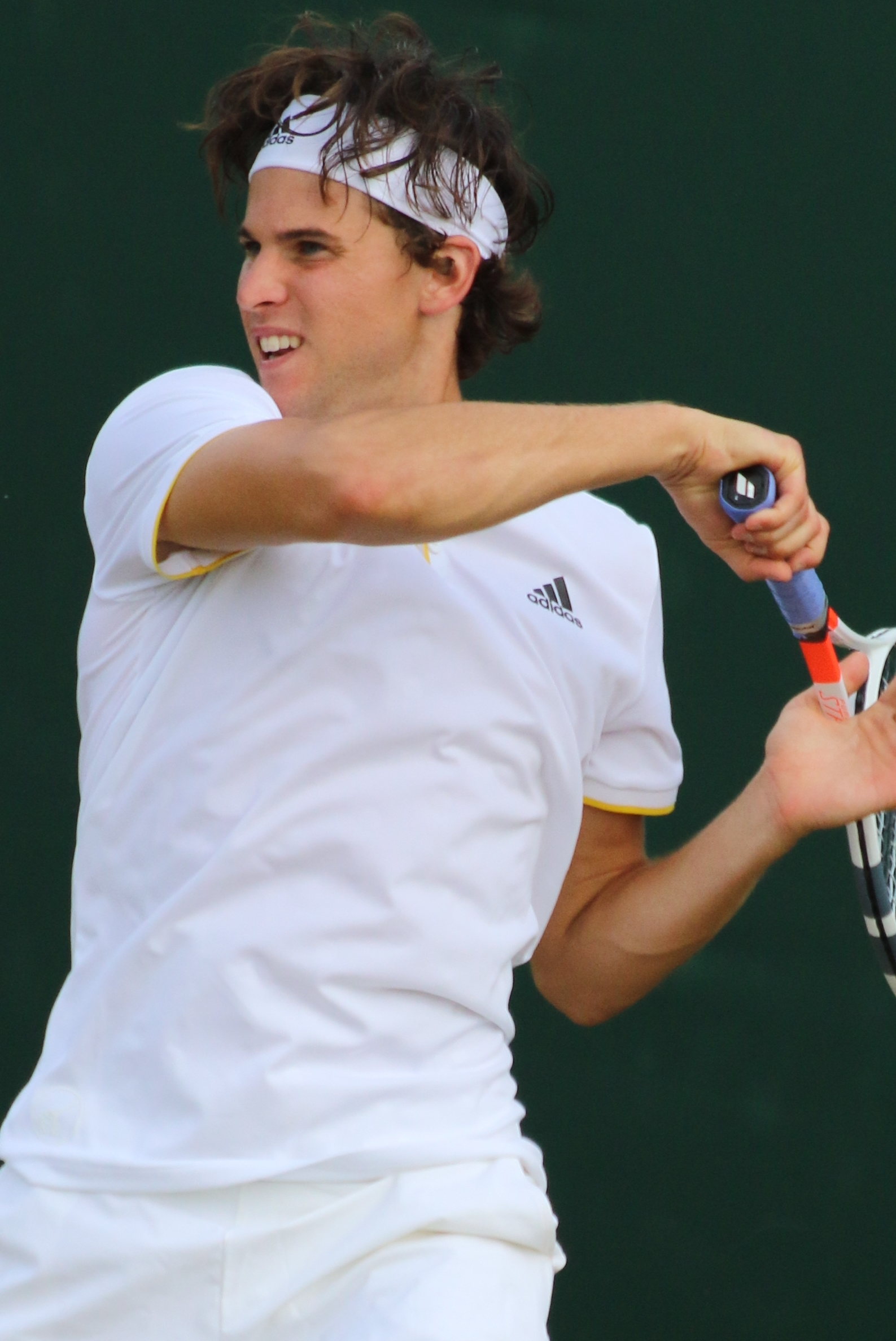
2017年ウィンブルドン選手権でのドミニク・ティーム

芝ではゲリー・ウェバー・オープンで2回戦で敗退した。ウィンブルドンでは4回戦でトマーシュ・ベルディヒにフルセットで敗退した。以降ティームは調子を落とし、全米オープンは4回戦でフアン・マルティン・デル・ポトロに2セットアップで2度マッチポイントを握るも敗れた。その後のアジアでは成都オープン、ジャパン・オープン・テニス選手権、上海マスターズと3週連続で初戦で敗退した。パリ・マスターズでは2回戦敗退となるが翌週11月6日付のランキングは自己最高となる4位を記録。2度目の最終戦となるATPファイナルズではナダルの補欠として参戦したパブロ・カレーニョ・ブスタに勝利したものの、ダビド・ゴファンとグリゴール・ディミトロフとの試合に敗れ1勝2敗でラウンドロビンで敗退した。年間最終ランキングは5位。

### 2018年 全仏準優勝 全米ベスト8
年始のカタール・エクソンモービル・オープンでは準決勝前に病気で棄権。全豪オープンでは3回戦で第26シードのアドリアン・マナリノを下し2年連続4回戦進出。4回戦ではテニーズ・サングレンに敗れて、ベスト8入りを逃した。
2月には得意のクレーコート大会であるアルゼンチン・オープンで2度目の優勝。ムチュア・マドリード・オープンでは準々決勝で第1シードでラファエル・ナダルに勝利し、ナダルのクレーコートでの連続セット獲得記録を50でストップさせた。2年連続で決勝に進出するも、第2シードのアレクサンダー・ズベレフに敗れて2年連続の準優勝となった。その後、全仏オープンの最後の前哨戦であるリヨン・オープンで優勝。全仏オープンは3年連続ベスト4入りすると準決勝でマルコ・チェッキナートを下してグランドスラム大会初の決勝進出を果たすが、決勝は第1シードのラファエル・ナダルに4-6, 3-6, 2-6で敗れて準優勝に終わる。

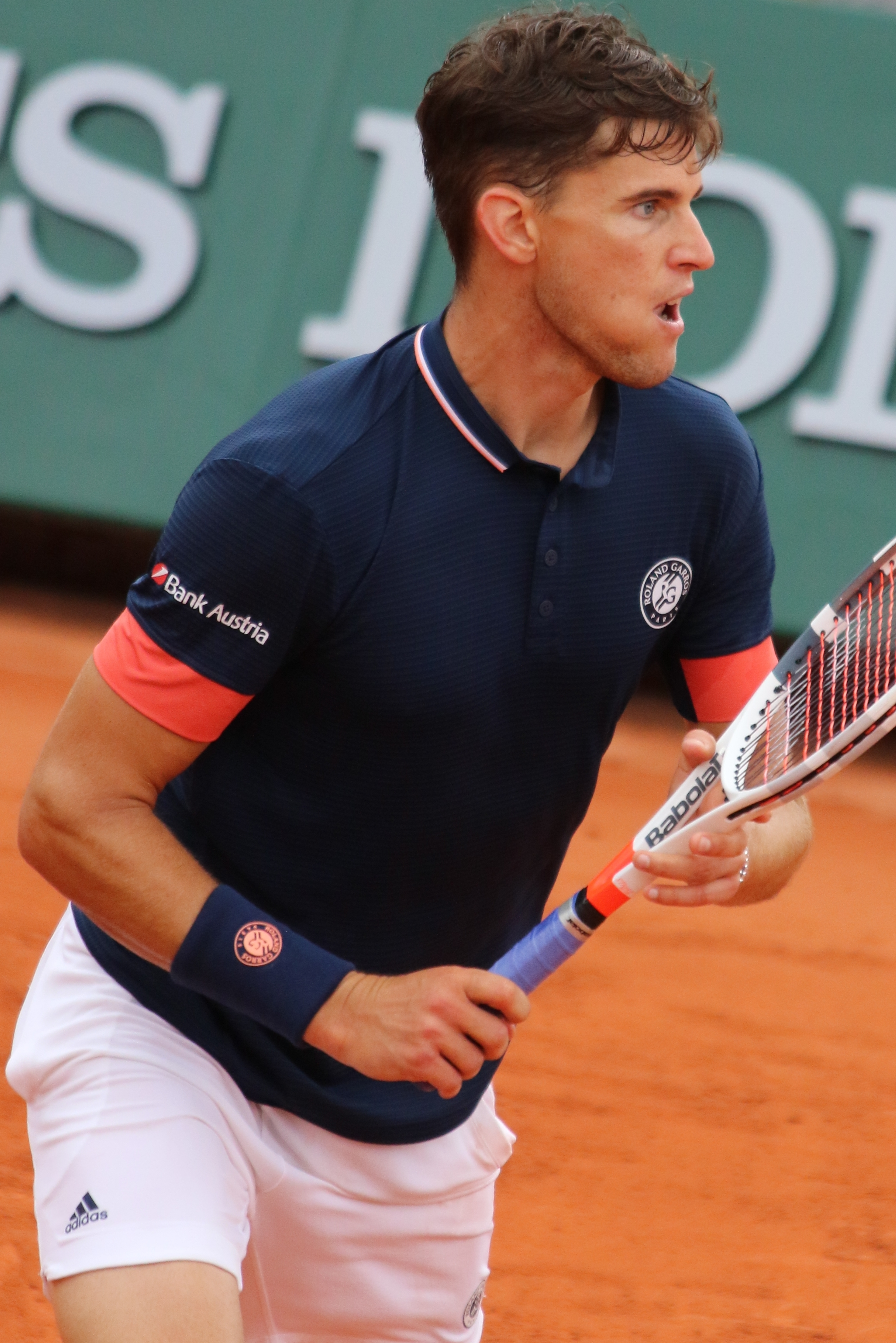
2018年全仏オープンでのドミニク・ティーム

ウィンブルドン選手権では1回戦で背中を痛め、途中で棄権した。全米オープンでは順当に勝ち進み、4回戦で昨年の準優勝者ケビン・アンダーソンをストレートで破り、全仏オープン以外のグランドスラム大会では初めてベスト8進出を果たしたが、準々決勝で第1シードのナダルに6-0, 4-6, 5-7, 7-6(4), 6-7(5)で敗れた。その後、サンクトペテルブルク・オープンでは優勝。ATPファイナルズは1勝2敗でラウンドロビンで敗退した。年間最終ランキングは8位。

### 2019年 マスターズ初優勝 2年連続全仏準優勝 ATPファイナルズ準優勝
年始のカタール・エクソンモービル・オープンでは1回戦敗退。全豪オープンでは2回戦でのアレクセイ・ポピリン戦で途中棄権した。BNPパリバ・オープンでは準決勝でミロシュ・ラオニッチを破り、決勝ではロジャー・フェデラーに3-6, 6-3, 7-5の逆転勝利を収め、ATPマスターズ1000初優勝を果たした。
バルセロナ・オープンでは準決勝でラファエル・ナダルを6-4, 6-4で下し、決勝ではダニール・メドベージェフに6-4, 6-0で勝利して優勝した。ムチュア・マドリード・オープンのシングルスでは、ファビオ・フォニーニやフェデラーを破りベスト4入りしたが、準決勝でノバク・ジョコビッチに敗れた。ダブルスではディエゴ・シュワルツマンと組んで準優勝。全仏オープンは準々決勝でカレン・ハチャノフを下して、4年連続のベスト4入り。準決勝ではジョコビッチに6-2, 3-6, 7-5, 5-7, 7-5で勝利して、2年連続決勝進出を果たしたが、決勝でラファエル・ナダルに3-6, 7-5, 1-6, 1-6で敗れた。

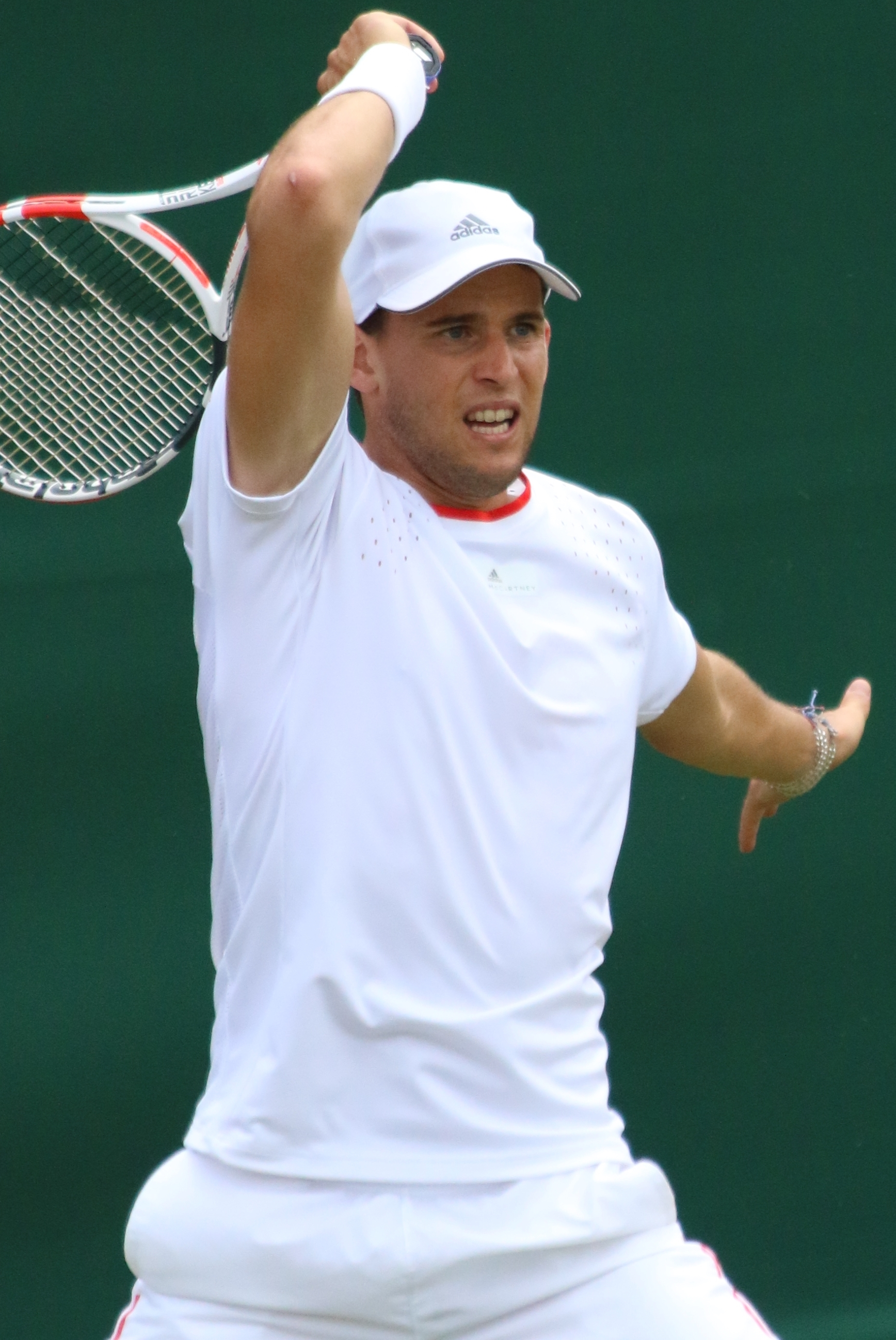
2019年ウィンブルドン選手権でのドミニク・ティーム

ウィンブルドン選手権ではサム・クエリーに敗れ、2年連続初戦敗退。地元開催のオーストリア・オープンでは決勝でアルベルト・ラモス＝ビノラスを7-6(0), 6-1で下して初優勝を飾った。ロジャーズ・カップでは初戦となった2回戦で地元のデニス・シャポバロフをフルセットで、3回戦でマリン・チリッチをストレートで下して、大会初のベスト8に進出したが、準々決勝でダニール・メドベージェフに敗れた。全米オープンは1回戦敗退。10月にはチャイナ・オープンとエルステ・バンク・オープンで優勝した。
ATPファイナルズのラウンドロビンではフェデラーとジョコビッチを倒して準決勝に進出。準決勝でアレクサンダー・ズベレフに勝利したが、決勝はステファノス・シチパスに敗れて準優勝。年間最終ランキングは4位。

### 2020年 全米優勝 全豪準優勝 世界3位
全豪オープンは準々決勝でラファエル・ナダルを破ると、準決勝ではアレクサンダー・ズベレフを下して、初の決勝進出を果たす。決勝ではノバク・ジョコビッチからリードを奪うも、フルセットの末に逆転負けを喫して準優勝だった。3月より新型コロナウイルス感染症の流行でツアーが中断。中断期間中はエキシビションマッチに参戦した。

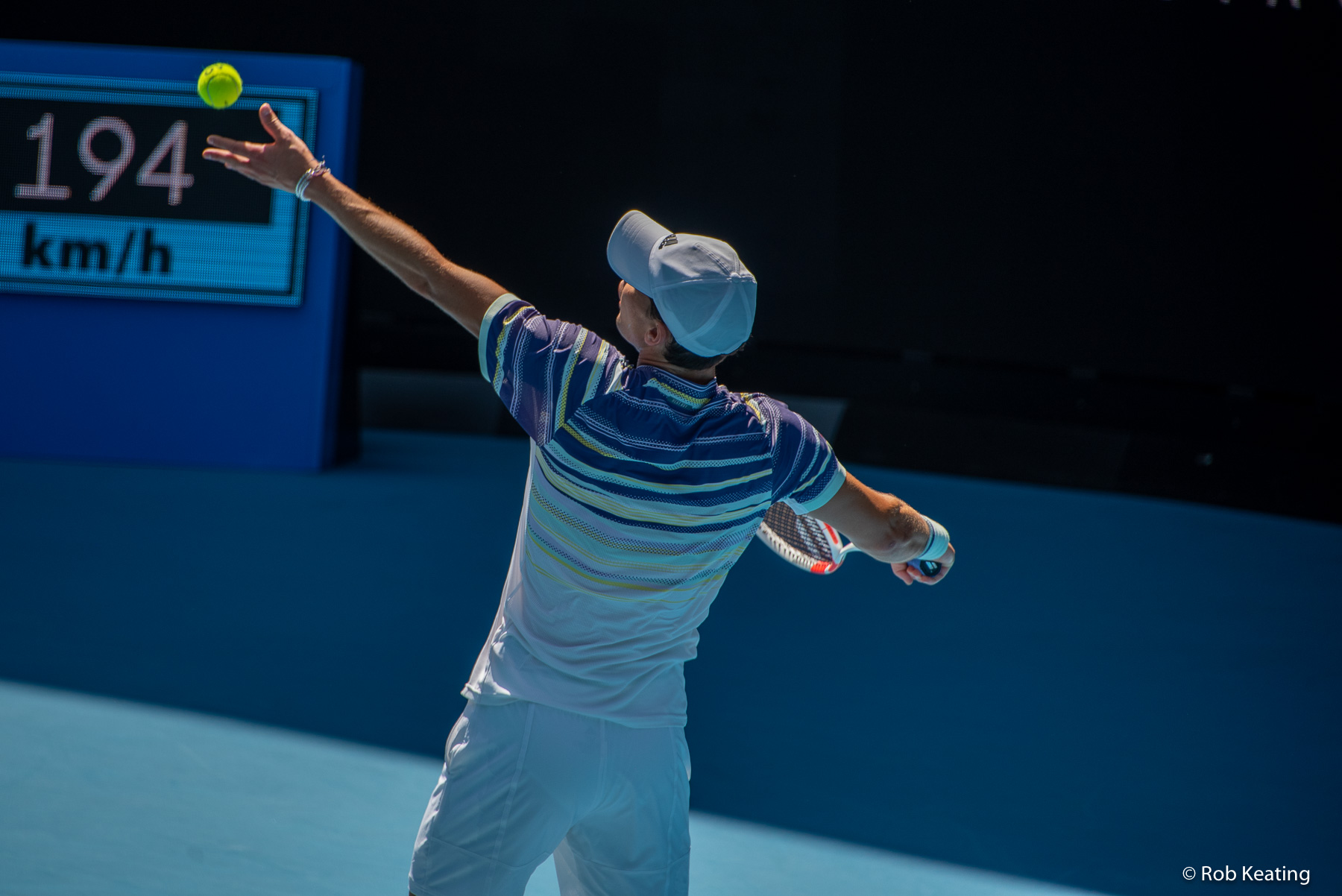
2020年全豪オープンでのドミニク・ティーム

その後に出場した全米オープンではマリン・チリッチらを下して勝ち進むと、準決勝でダニール・メドベージェフをストレートで破り、全米オープンでは初となる決勝進出を決めた。アレクサンダー・ズベレフとの決勝では2セットダウンから巻き返し、フルセットの末、最終セットはタイブレークを制して2-6, 4-6, 6-4, 6-3, 7-6(6)で勝利し、初のグランドスラム制覇を果たした。全米における2セットダウンからの逆転勝利はパンチョ・ゴンザレス以来71年ぶり、グランドスラム大会制覇はオーストリア人選手としてトーマス・ムスター以来25年ぶりであった。
2週間後に開幕した全仏オープンでは過密日程やフルセットにもつれたユーゴ・ガストンとの4回戦などで疲労困憊となり、準々決勝でディエゴ・シュワルツマンにフルセットの末敗れた。ATPファイナルズはラウンドロビンを2勝1敗で突破。準決勝でジョコビッチを下したが、決勝ではダニール・メドベージェフに敗れ、2年連続準優勝。年間最終ランキングは3位。

### 2021年 怪我によるツアー離脱
全豪オープンは3回戦でニック・キリオス相手に4-6, 4-6, 6-3, 6-4, 6-4の2セットダウンからのフルセットの逆転勝利を収めるが、4回戦でグリゴール・ディミトロフに4-6, 4-6, 0-6のストレートで敗れた。その後は慢性的な足の怪我により、2ヶ月の離脱。
復帰戦のムチュア・マドリード・オープンではベスト4入り。準決勝ではアレクサンダー・ズベレフに3-6, 4-6のストレートで敗れた。それ以外は得意のクレーシーズンにもかかわらず早期敗退が続き、全仏オープンではパブロ・アンドゥハル相手に6-4, 7-5, 3-6, 4-6, 4-6の2セットアップからの逆転となり、フルセットの末に初戦敗退に終わった。大会後に「準備できてない」として東京オリンピック欠場を発表した。
芝シーズンを初めのマヨルカ・オープン初戦を途中棄権すると、手首の故障でウィンブルドン選手権棄権を報告した。8月18日に、右手首の故障が回復しないため、シーズンを終了することを発表した。年間最終ランキングは15位。

### 2022年 復帰と苦闘 世界352位
昨年の怪我が完全に回復していないため、復帰が長引き、全豪オープンも欠場することになった。2月のコルドバ・オープンで復帰予定だったが、右指の怪我のために欠場。BNPパリバ・オープンとマイアミ・オープンも欠場。3月末のマルベージャで開催されたATPチャレンジャーツアーで復帰するも、初戦敗退。
セルビア・オープンで再復帰するも、初戦敗退。その後、全仏オープンまで7連敗を記録し、世界ランキングは352位まで落ちた。ザルツブルク-アニフ・チャレンジャー1回戦で、フィリップ・ミソリック相手に復帰後初勝利を記録した。続くスウェーデン・オープンでは復帰後ツアー初白星を挙げ、2回戦で第4シードのロベルト・バウティスタ・アグートを破った。年間最終ランキングは105位。

### 2023年 3年ぶりのツアー決勝進出
1月、開幕戦であるアデレード国際1では予選から出場するも、權順宇に4-6, 1-6のストレートで予選敗退。全豪オープンでは1回戦で第5シードのアンドレイ・ルブレフに3-6, 4-6, 2-6はストレートで敗れた。2015年に次ぐ大会2度目の初戦敗退。
2月、アルゼンチン・オープンではアレックス・モルチャンを破り、シーズン初勝利を挙げるも、2回戦ではファン パブロ・バリーリャスに敗退。リオ・オープンではチアゴ・モンテイロに初戦敗退。
3月、BNPパリバ・オープンとマイアミ・オープンではアドリアン・マナリノとロレンツォ・ソネゴにそれぞれ初戦敗退。
4月、エストリル・オープンではベスト8入り。準々決勝ではクエンティン・ハリーズに1-6, 4-6のストレートで敗れた。モンテカルロ・マスターズでは1回戦でリシャール・ガスケを6-1, 6-4のストレートで下すも、2回戦ではホルガ・ルーネに2-6, 4-6のストレートで敗れた。BMWオープンではテイラー・フリッツに3-6, 4-6のストレートで敗れた。マドリード・オープンではステファノス・チチパスに2回戦敗退。

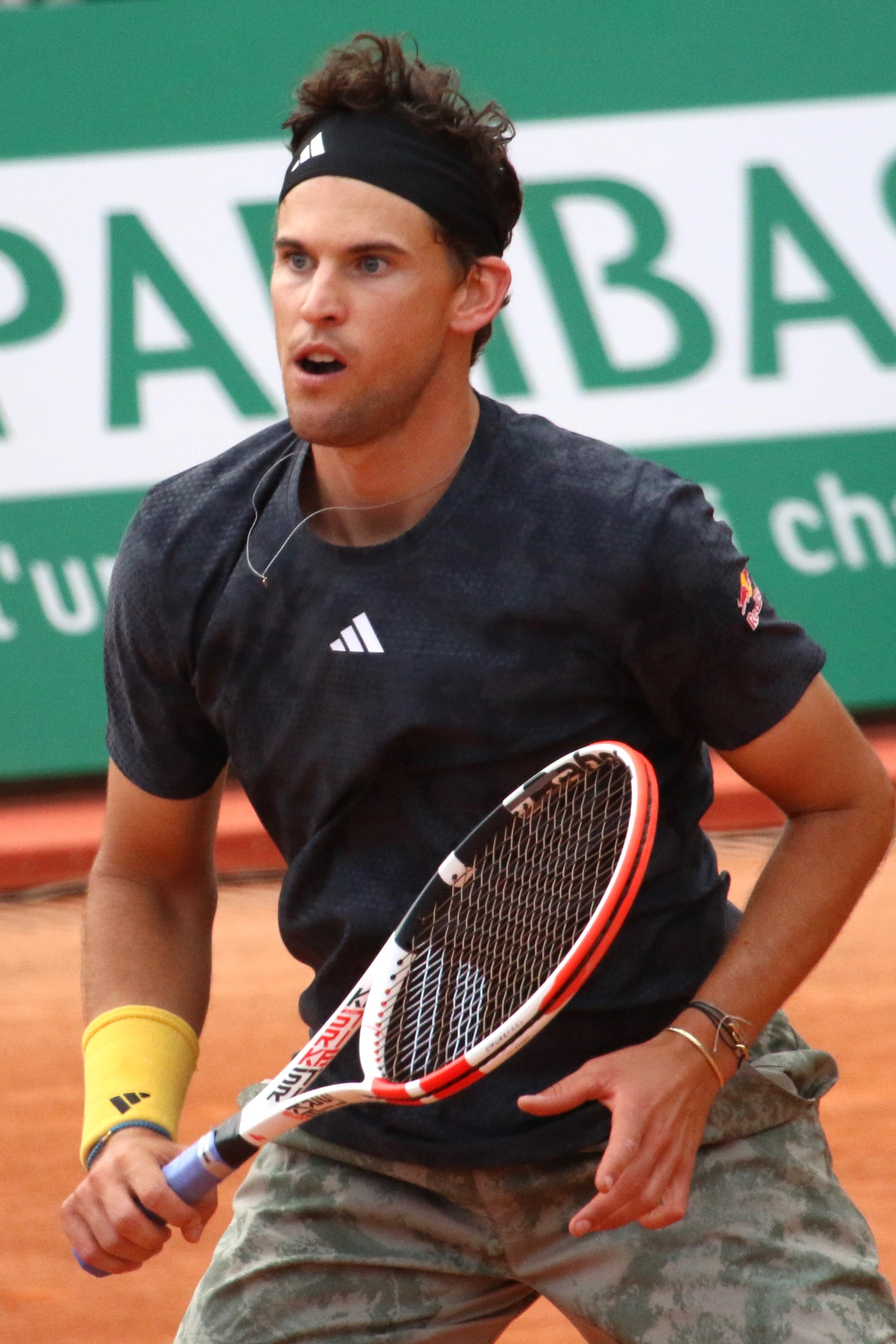
2023年モンテカルロ・マスターズでのドミニク・ティーム

5月、全仏オープンでは1回戦でペドロ・カチーンに2セットダウンからの逆転を図るも、3-6, 2-6, 7-6(1), 6-4, 2-6のフルセットの末に初戦敗退。
6月、ハレ・オープンではアレクサンダー・ズベレフに3-6, 4-6のストレートで初戦敗退。
7月、ウィンブルドン選手権では1回戦で第5シードのチチパスに6-3, 6-7(1), 2-6, 7-6(5), 6-7(8)のフルセットの末、初戦敗退。
8月、地元のオーストリア・オープンでは準決勝でラスロ・ジェレに5つのマッチポイントから凌いで6-7(3), 7-5, 7-6(8)で競り勝ち、2020年ATPファイナルズ以来となるツアー決勝進出を果たした。決勝ではセバスティアン・バエスに3-6, 1-6のストレートで敗れ、4年ぶりのツアー優勝とはならなかった。
全米オープンでは1回戦で第25シードのアレクサンダー・ブブリクを6-3, 6-2, 6-4のストレートで勝利するも、2回戦のベン・シェルトン戦では6-7(1), 0-1の時点で棄権した。
9月、アスタナ・オープンではベスト8入り。準々決勝ではセバスティアン・オフナーに7-5, 4-6, 2-6で敗れた。
10月、ヨーロピアン・オープンでは2回戦でヤニック・ハンフマンに4-6, 7-5, 4-6で敗退。エルステ・バンク・オープンではチチパスに初戦敗退。
11月、パリ・マスターズでは1回戦でスタン・ワウリンカに3-6, 6-3, 7-5の逆転で破るも、2回戦ではルーネに4-6, 2-6のストレートで敗れた。モゼール・オープンでは2回戦でウゴ・アンベールに敗れた。年間最終ランキングは98位。

### 2024年 引退表明
ブリスベン国際では予選を勝ち抜き、本戦出場。1回戦では同大会で復帰したラファエル・ナダルに5-7, 1-6のストレートで敗れた。全豪オープンでは1回戦で第27シードのフェリックス・オジェ＝アリアシムに3-6, 5-7, 7-6(5), 7-5, 6-3のフルセットの末に敗れ、初戦敗退となった。
エストリル・オープンでは1回戦でマクシミリアン・マーテラーを6-1, 6-7(3), 6-4で破り、シーズン本戦初勝利を挙げた。2回戦ではリシャール・ガスケに4-6, 6-7(6)のストレートで敗退。モンテカルロ・マスターズではロベルト・バウティスタ・アグートに1-6, 2-6のストレートで予選1回戦敗退。マドリード・オープンではタナシ・コキナキスに1-6, 3-6のストレートで予選2回戦敗退。5月10日、自身のSNSを通し、このシーズン限りで現役を引退すると発表した。

## プレースタイル
大きいテイクバックから繰り出されるフォアハンドは強烈なトップスピンを放つ。バックハンドは片手打ちでフラットやスピン、スライスなどを打ち分ける。ベースライン後方から強烈な球を打ち込みチャンスになれば果敢にコートの中に入り、ボレーで仕留める攻守一体のプレーが魅力。サービスは最速233キロを誇るがアドバンテージサイドでの1stはワイド方向へスピンサーブを打つことが多い。フットワークがよくスタミナも兼ね備えている。
通算キャリアの中で大きな怪我もなく、着実に力をつけてきたティームは、クレーコートを得意としており、「次世代のクレーキング」と称される。

## 主要大会決勝

### グランドスラム

#### シングルス:4 (タイトル1回, 準優勝3回）
| 結果   | 年     | 大会         | サーフェス | 対戦相手                 | スコア                       |
| ------ | ------ | ------------ | ---------- | ------------------------ | ---------------------------- |
| 準優勝 | 2018年 | 全仏オープン | クレー     | ラファエル・ナダル       | 4-6, 3-6, 2-6                |
| 準優勝 | 2019年 | 全仏オープン | クレー     | ラファエル・ナダル       | 3-6, 7-5, 1-6, 1-6           |
| 準優勝 | 2020年 | 全豪オープン | ハード     | ノバク・ジョコビッチ     | 4-6, 6-4, 6-2, 3-6, 4-6      |
| 優勝   | 2020年 | 全米オープン | ハード     | アレクサンダー・ズベレフ | 2-6, 4-6, 6-4, 6-3, 7-6(8-6) |

### ATPファイナルズ

#### シングルス: 2 (準優勝2回)
| 結果   | 年     | 大会     | サーフェス    | 対戦相手                 | スコア                  |
| ------ | ------ | -------- | ------------- | ------------------------ | ----------------------- |
| 準優勝 | 2019年 | ロンドン | ハード (室内) | ステファノス・チチパス   | 7-6(8-6), 2-6, 6-7(4-7) |
| 準優勝 | 2020年 | ロンドン | ハード (室内) | ダニール・メドベージェフ | 6-4, 6-7(2-7), 4-6      |

### ATPマスターズ1000

#### シングルス:3 (タイトル1回, 準優勝2回）
| 結果   | 年     | 大会                 | サーフェス | 対戦相手                 | スコア         |
| ------ | ------ | -------------------- | ---------- | ------------------------ | -------------- |
| 準優勝 | 2017年 | マドリード           | クレー     | ラファエル・ナダル       | 6-7(8-10), 4-6 |
| 準優勝 | 2018年 | マドリード           | クレー     | アレクサンダー・ズベレフ | 4-6, 4-6       |
| 優勝   | 2019年 | インディアンウェルズ | ハード     | ロジャー・フェデラー     | 3-6, 6-3, 7-5  |

## ATPツアー決勝進出結果

### シングルス: 29回 (17勝12敗)
| 大会グレード                    |
| グランドスラム (1–3)            |
| ATPファイナルズ (0–2)           |
| ATPツアー・マスターズ1000 (1–2) |
| ATPツアー500 (5–1)              |
| ATPツアー250 (10–4)             |

| サーフェス別タイトル |
| ハード (6–4)         |
| クレー (10–8)        |
| 芝 (1–0)             |
| カーペット (0–0)     |

| 結果   | No. | 決勝日         | 大会                 | サーフェス    | 対戦相手                       | スコア                       |
| ------ | --- | -------------- | -------------------- | ------------- | ------------------------------ | ---------------------------- |
| 準優勝 | 1.  | 2014年8月2日   | キッツビュール       | クレー        | ダビド・ゴファン               | 6-4, 1-6, 3-6                |
| 優勝   | 1.  | 2015年5月23日  | ニース               | クレー        | レオナルド・マイエル           | 6-7(8-10), 7-5, 7-6(7-2)     |
| 優勝   | 2.  | 2015年7月26日  | ウマグ               | クレー        | ジョアン・ソウザ               | 6-4, 6-1                     |
| 優勝   | 3.  | 2015年8月2日   | グシュタード         | クレー        | ダビド・ゴファン               | 7-5, 6-2                     |
| 優勝   | 4.  | 2016年2月14日  | ブエノスアイレス     | クレー        | ニコラス・アルマグロ           | 7-6(7-2), 3-6, 7-6(7-4)      |
| 優勝   | 5.  | 2016年2月28日  | アカプルコ           | ハード        | バーナード・トミック           | 7-6(8-6), 4-6, 6-3           |
| 準優勝 | 2.  | 2016年5月1日   | ミュンヘン           | クレー        | フィリップ・コールシュライバー | 6-7(7-9), 6-4, 6-7(4-7)      |
| 優勝   | 6.  | 2016年5月21日  | ニース               | クレー        | アレクサンダー・ズベレフ       | 6-4, 3-6, 6-0                |
| 優勝   | 7.  | 2016年6月13日  | シュトゥットガルト   | 芝            | フィリップ・コールシュライバー | 6-7(2-7), 6-4, 6-4           |
| 準優勝 | 3.  | 2016年9月25日  | メス                 | ハード (室内) | リュカ・プイユ                 | 6-7(5-7), 2-6                |
| 優勝   | 8.  | 2017年2月26日  | リオデジャネイロ     | クレー        | パブロ・カレーニョ・ブスタ     | 7-5, 6-4                     |
| 準優勝 | 4.  | 2017年4月30日  | バルセロナ           | クレー        | ラファエル・ナダル             | 4-6, 1-6                     |
| 準優勝 | 5.  | 2017年5月14日  | マドリード           | クレー        | ラファエル・ナダル             | 6-7(8-10), 4-6               |
| 優勝   | 9.  | 2018年2月18日  | ブエノスアイレス     | クレー        | アルヤジ・ベデネ               | 6-2, 6-4                     |
| 準優勝 | 6.  | 2018年5月13日  | マドリード           | クレー        | アレクサンダー・ズベレフ       | 4-6, 4-6                     |
| 優勝   | 10. | 2018年5月26日  | リヨン               | クレー        | ジル・シモン                   | 3-6, 7-6(7-1), 6-1           |
| 準優勝 | 7.  | 2018年6月10日  | 全仏オープン         | クレー        | ラファエル・ナダル             | 4-6, 3-6, 2-6                |
| 優勝   | 11. | 2018年9月23日  | サンクトペテルブルク | ハード (室内) | マルティン・クリザン           | 6-3, 6-1                     |
| 優勝   | 12. | 2019年3月17日  | インディアンウェルズ | ハード        | ロジャー・フェデラー           | 3-6, 6-3, 7-5                |
| 優勝   | 13. | 2019年4月28日  | バルセロナ           | クレー        | ダニール・メドベージェフ       | 6-4, 6-0                     |
| 準優勝 | 8.  | 2019年6月9日   | 全仏オープン         | クレー        | ラファエル・ナダル             | 3-6, 7-5, 1-6, 1-6           |
| 優勝   | 14. | 2019年8月3日   | キッツビュール       | クレー        | アルベルト・ラモス＝ビノラス   | 7-6(7-0), 6-1                |
| 優勝   | 15. | 2019年10月6日  | 北京                 | ハード        | ステファノス・チチパス         | 3-6, 6-4, 6-1                |
| 優勝   | 16. | 2019年10月27日 | ウィーン             | ハード (室内) | ディエゴ・シュワルツマン       | 3-6, 6-4, 6-3                |
| 準優勝 | 9.  | 2019年11月17日 | ロンドン             | ハード (室内) | ステファノス・チチパス         | 7-6(8-6), 2-6, 6-7(4-7)      |
| 準優勝 | 10. | 2020年2月2日   | 全豪オープン         | ハード        | ノバク・ジョコビッチ           | 4-6, 6-4, 6-2, 3-6, 4-6      |
| 優勝   | 17. | 2020年9月13日  | 全米オープン         | ハード        | アレクサンダー・ズベレフ       | 2-6, 4-6, 6-4, 6-3, 7-6(8-6) |
| 準優勝 | 11. | 2020年11月23日 | ロンドン             | ハード (室内) | ダニール・メドベージェフ       | 6-4, 6-7(2-7), 4-6           |
| 準優勝 | 12. | 2023年8月5日   | キッツビュール       | クレー        | セバスティアン・バエス         | 3-6, 1-6                     |

### ダブルス: 3回 (0勝3敗)
| 結果   | No. | 決勝日        | 大会             | サーフェス | パートナー               | 対戦相手                                          | スコア           |
| ------ | --- | ------------- | ---------------- | ---------- | ------------------------ | ------------------------------------------------- | ---------------- |
| 準優勝 | 1.  | 2016年7月23日 | キッツビュール   | クレー     | デニス・ノバク           | ヴェスレイ・コールホフ マトウェー・ミッデルコープ | 6-2, 3-6, [9-11] |
| 準優勝 | 2.  | 2019年2月17日 | ブエノスアイレス | クレー     | ディエゴ・シュワルツマン | オラシオ・セバジョス マキシモ・ゴンサレス         | 1-6, 1-6         |
| 準優勝 | 3.  | 2019年5月11日 | マドリード       | クレー     | ディエゴ・シュワルツマン | ホリア・テカウ ジャン＝ジュリアン・ロジェ         | 2-6, 3-6         |

## 成績
略語の説明
| W | F | SF | QF | #R | RR | Q# | LQ | A | Z# | PO | G | S | B | NMS | P | NH |

W=優勝, F=準優勝, SF=ベスト4, QF=ベスト8, #R=#回戦敗退, RR=ラウンドロビン敗退, Q#=予選#回戦敗退, LQ=予選敗退, A=大会不参加, Z#=デビスカップ/BJKカップ地域ゾーン, PO=デビスカップ/BJKカッププレーオフ, G=オリンピック金メダル, S=オリンピック銀メダル, B=オリンピック銅メダル, NMS=マスターズシリーズから降格, P=開催延期, NH=開催なし.

### グランドスラム大会
| 大会           | 2014 | 2015 | 2016 | 2017 | 2018 | 2019 | 2020 | 2021 | 2022 | 2023 | 2024 | 通算成績 |
| -------------- | ---- | ---- | ---- | ---- | ---- | ---- | ---- | ---- | ---- | ---- | ---- | -------- |
| 全豪オープン   | 2R   | 1R   | 3R   | 4R   | 4R   | 2R   | F    | 4R   | A    | 1R   | 1R   | 19–10    |
| 全仏オープン   | 2R   | 2R   | SF   | SF   | F    | F    | QF   | 1R   | 1R   | 1R   | Q2   | 28–10    |
| ウィンブルドン | 1R   | 2R   | 2R   | 4R   | 1R   | 1R   | NH   | A    | A    | 1R   | A    | 5–7      |
| 全米オープン   | 4R   | 3R   | 4R   | 4R   | QF   | 1R   | W    | A    | 1R   | 2R   | 1R   | 23–9     |

### 大会最高成績
| 大会                 | 成績 | 年         |
| -------------------- | ---- | ---------- |
| ATPファイナルズ      | F    | 2019, 2020 |
| インディアンウェルズ | W    | 2019       |
| マイアミ             | QF   | 2015       |
| モンテカルロ         | QF   | 2018       |
| マドリード           | F    | 2017, 2018 |
| ローマ               | SF   | 2017       |
| カナダ               | QF   | 2019       |
| シンシナティ         | QF   | 2016, 2017 |
| 上海                 | QF   | 2019       |
| パリ                 | SF   | 2018       |
| オリンピック         | A    | 出場なし   |
| デビスカップ         | GⅠ   | 2024       |
| ATPカップ            | RR   | 2020       |

## その他
ジュニアの頃から今に至るまでコーチはギュンター・ブレスニク。11歳の頃から週1回のレッスンを受ける。
14歳ごろまで両手で打っていたバックハンドも、ブレスニクの勧めにより片手打ちに変えている。
好きなサッカーチームはチェルシーFCである。
テニスプレイヤーのクリスティナ・ムラデノビッチと交際していたことがある。